# 북오프

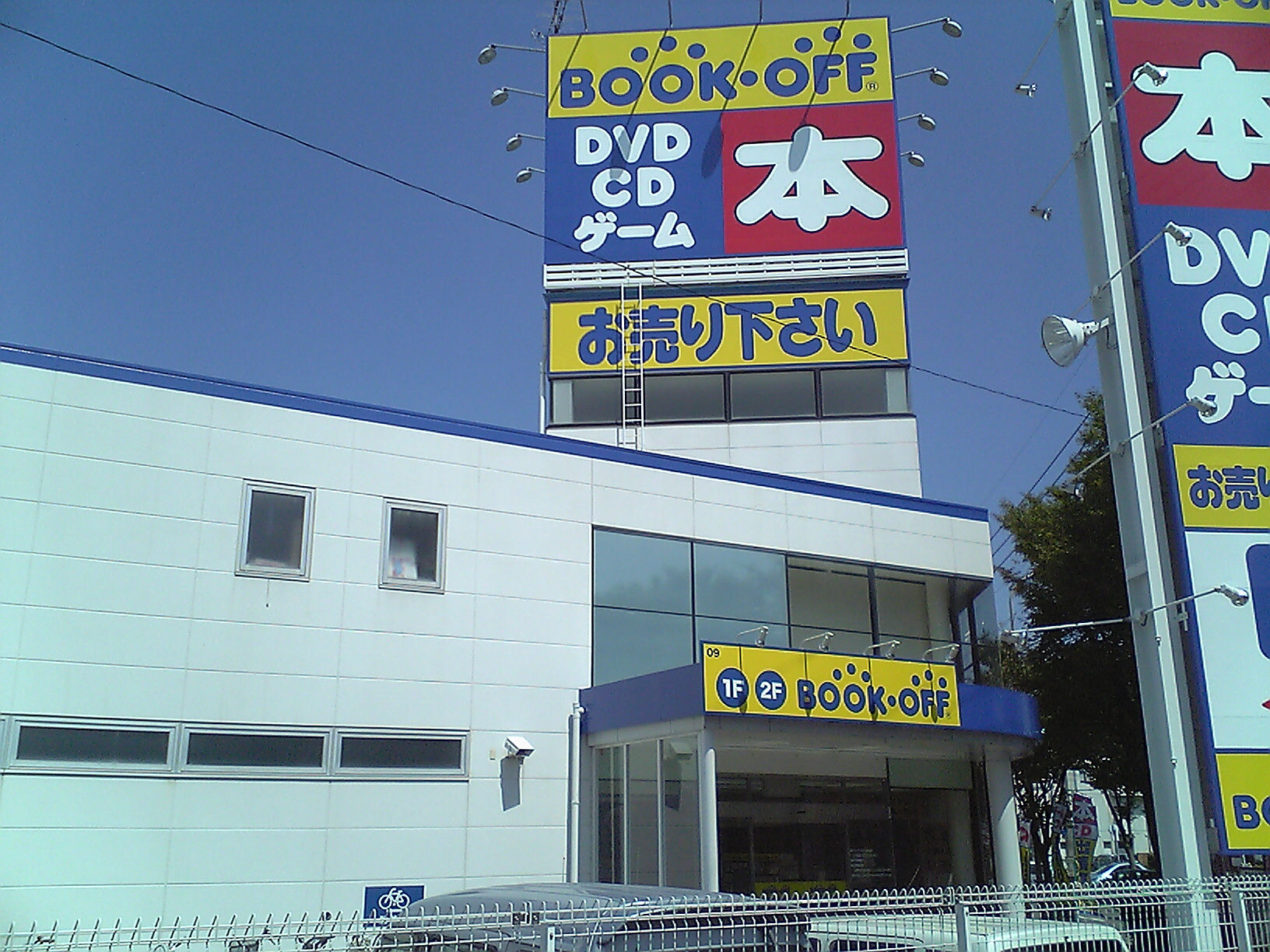
후쿠오카시에 있는 북오프 점포

북오프(Book Off, 일본어: ブックオフ)는 일본의 북오프 코퍼레이션 주식회사가 운영하는 중고 서점이다. 책뿐만 아니라 콤팩트 디스크, DVD, 게임 소프트웨어 등도 취급한다.
2006년 3월 31일 9번째 해외 점포이자 첫 번째 대한민국 점포인 서울역점을 열었고, 2009년 9월 19일엔 13번째 해외 점포이자 2번째 한국 점포 인 신촌점이 개장했다. 그러나 대한민국에서는 2014년을 끝으로 철수하였다.